# Assad Bucaram
Assad Bucaram Elmhalin (Ambato, 24 de diciembre de 1916 - Guayaquil, 5 de noviembre de 1981) fue un contador público y político ecuatoriano. Se desempeñó en varios cargos públicos, y fue líder del partido Concentración de Fuerzas Populares (CFP). Su figura fue influyente en la política ecuatoriana y a lo largo de su carrera política se relacionó con muchos otros personajes políticos y su partido de corte populista entró en muchas alianzas.

## Biografía

### Primeros años y formación
Assad Bucaram nació posiblemente en la ciudad de Ambato, en la provincia de Tungurahua. Sus padres fueron Abdalá Bucaram y Martha Elmhalim, ambos de nacionalidad libanesa radicados por varios años en el Ecuador. Su nombre Assad (أسد) significa león en árabe.
Su familia se radicó en la ciudad de Guayaquil, donde asistió al Colegio Salesiano Cristóbal Colón, donde se graduó de bachiller; pasó luego al Instituto Nacional de la misma ciudad donde obtuvo el título de contador público.
Poco tiempo después empezó a tomar parte activa en la vida deportiva de la ciudad y del país, llegó a ocupar la presidencia del Comité Olímpico Ecuatoriano, a su vez que presidió varias otras delegaciones deportivas que acudieron a diferentes eventos de carácter panamericano, sudamericano y mundial.

### Carrera política

#### Legislatura y cargos seccionales
Bucaram ingresó a la política ecuatoriana tras afiliarse al partido de Concentración de Fuerzas Populares (CFP) en el año 1956. Fue candidato en las elecciones legislativas ese año y fue elegido diputado por la provincia del Guayas al Congreso Nacional siendo reelegido en 1958 y 1961. Se desempeñó como consejero provincial, y en 1960, por mayoritaria votación popular fue designado en el cargo de Presidente del Consejo Provincial del Guayas, que desempeñó hasta 1962.
Ese mismo año fue elegido Alcalde de Guayaquil. En esta época Bucaram empezó a ser reconocido como una figura de mucha influencia política y era afectuosamente referido como "Don Buca" lo que le llevó a ganarse muchos amigos y varios enemigos.

#### Destierros e intentos y prohibiciones presidenciales
En 1963, al instaurarse la dictadura de la Junta Militar de Gobierno, la cual presidió el capitán de Marina Ramón Castro Jijón fue por primera vez desterrado, asilándose en Colombia, desde donde regresó al poco tiempo para combatir desde la clandestinidad a la dictadura; sin embargo, fue descubierto, capturado y desterrado nuevamente.
En marzo de 1966, el Ecuador retornó al sistema constitucional, Assad Bucaram volvió al país. Fue elegido diputado a la Asamblea Constituyente, y fue nombrado vicepresidente de la misma. Al año siguiente triunfó nuevamente en las elecciones seccionales, y fue elegido por segunda vez Alcalde de Guayaquil.

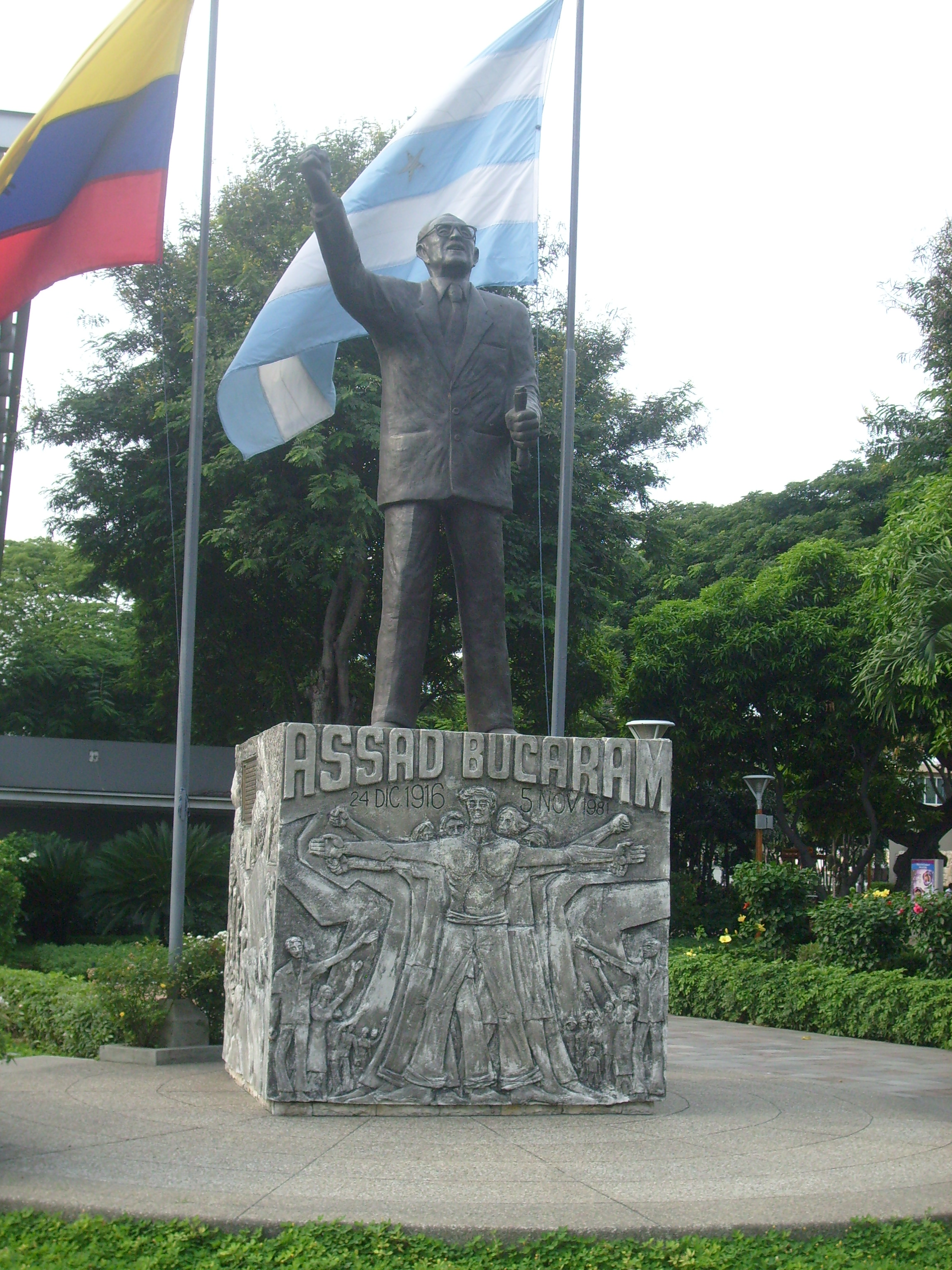
Monumento en memoria de Assad Bucaram, ubicado en el parque del Malecón del Salado.

En 1970, fue elegido Prefecto Provincial del Guayas, pero a fines de ese año fue nuevamente desterrado, asilándose esta vez en Panamá. Lo destituyó el presidente José María Velasco Ibarra, luego de proclamarse dictador ese año. Irónicamente, a él también lo defenestrarían dos años más tarde y terminaría asilándose en Argentina.
Bucaram retornó clandestinamente del exilio para trabajar por el restablecimiento de la democracia; pero fue descubierto y expatriado nuevamente.
Dos años más tarde, Velasco ensayó un retorno al orden constitucional, que permitió el regreso del líder cefepista para intervenir en la contienda electoral la cual fue prohibida. Sus aspiraciones presidenciales se vieron frustradas y prohibidas cuando el 15 de febrero -temiendo y prohibiendo un eventual triunfo de Bucaram (y estando el país al comienzo de un "boom petrolero")- el general Guillermo Rodríguez Lara propició un golpe militar, iniciando un nuevo período dictatorial.

#### Retorno a la democracia y muerte
Fue perseguido y apresado por el gobierno militar. En 1978, cuando se ponía fin al Consejo Supremo de Gobierno y el país se preparaba para retornar al régimen constitucional, luego de superar varios intentos de marginación por parte de la dictadura, pudo intervenir como candidato a primer Representante Nacional (Diputado), logrando entonces la más alta votación. Ese mismo año respaldó la candidatura presidencial del marido de su sobrina Martha Bucaram Ortiz, Jaime Roldós Aguilera, quien gracias al respaldo del partido, pudo llegar a la Presidencia de la República.

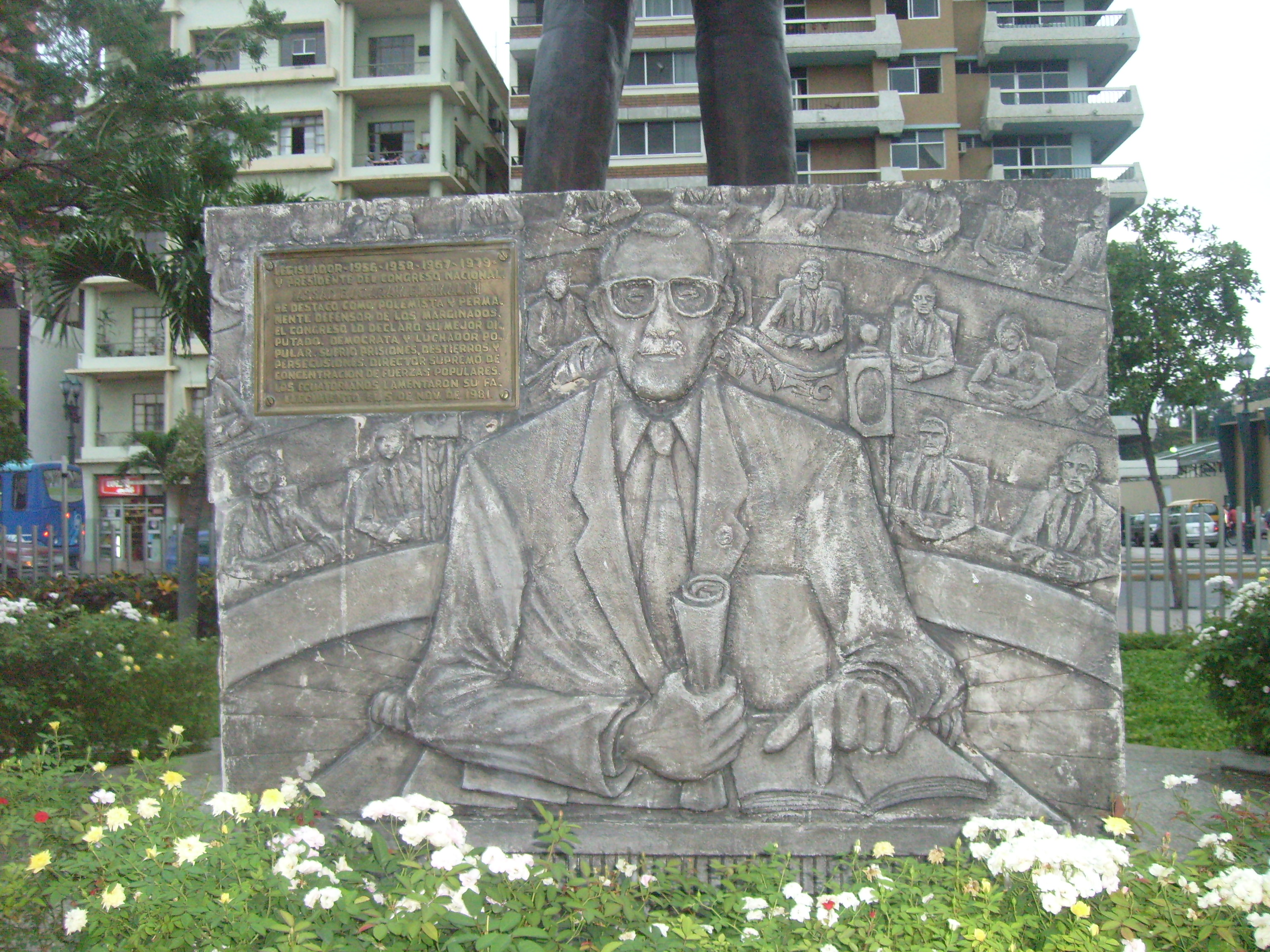
Base posterior del Monumento a Bucaram como legislador.

El 10 de agosto de ese mismo año, al instaurarse el gobierno del presidente Roldós fue elegido Presidente de la Cámara Nacional de Representantes. Más de una vez se aclamaba el famoso eslogan de campaña: "Roldós a la Presidencia... Bucaram al Poder", en respuesta a esta pretensión Roldós buscó un distanciamiento.
Bucaram desempeñó las funciones de Representante Nacional al Congreso de la República, hasta que la muerte lo sorprendió en Guayaquil en la tarde del 5 de noviembre de 1981, como consecuencia de un infarto cardiaco sorpresivo masivo a los 64 años de edad.
El 6 de noviembre de ese mismo año en el Salón de la Ciudad del Municipio de Guayaquil se realizaron las honras fúnebres. Su sepultura se llevó a cabo el 7 de noviembre de ese mismo año en Guayaquil, a tres días de su fallecimiento. Miles de personas lo acompañaban hasta el Cementerio General de Guayaquil, desde el local de su partido (Boyacá y Av. Olmedo) en el centro de Guayaquil, en un recorrido de 3 km, aproximadamente. El cortejo fúnebre ingresó por la puerta N.º 7 cerca de las 18h00 del mismo día, mientras se escuchaban consignas y cánticos populares. Hubo escenas de dolor cuando antiguos militantes de Concentración de Fuerzas Populares (CFP) le rindieron homenaje.